# Lycée Toulouse-Lautrec (série)
Pour les articles homonymes, voir Lycée Toulouse-Lautrec.
Production
Diffusion
Lycée Toulouse-Lautrec est une série télévisée franco-belge réalisée par Fanny Riedberger, Nicolas Cuche, Stéphanie Murat, Cathy Verney et Shirley Monsarrat sur une idée originale de Fanny Riedberger et Justine Planchon.
Cette fiction est une coproduction de Habanita Federation (filiale du groupe Federation Studios), TF1, Be-FILMS et la RTBF (télévision belge), réalisée avec la participation de la Radio télévision suisse (RTS).
La saison 1 a reçu le prix de la meilleure série 52 minutes au Festival de la fiction TV de La Rochelle 2022.

## Synopsis
À la suite du divorce de ses parents, Victoire doit changer de ville, de vie et de lycée.
Son frère Théo, épileptique depuis un grave accident survenu quand il était tout petit, est considéré comme un miraculé depuis cet accident et fait l'objet de toutes les attentions de la famille et Victoire doit le suivre et intégrer le lycée Toulouse Lautrec, un établissement pour élèves en situation de handicap qui accueille également des élèves valides.
À contre-cœur, l'adolescente se voit nommée « référente » de Marie-Antoinette, une jeune fille tétraplégique en fauteuil roulant qu'elle doit seconder et accompagner partout, jusqu'aux toilettes.
Après avoir diffusé une vidéo insultante sur les réseaux sociaux, Victoire devient la bête noire du lycée et il lui est très difficile de s'intégrer.
Mais Victoire va peu à peu dépasser ses préjugés et développer une vraie complicité avec Marie-Antoinette, Charlie, Roxana, Corto, Reda, Hugo, Maëlle et Jean-Philippe.

## Distribution

### Les ados
- Chine Thybaud : Victoire Dupré
- Ness Merad : Marie-Antoinette

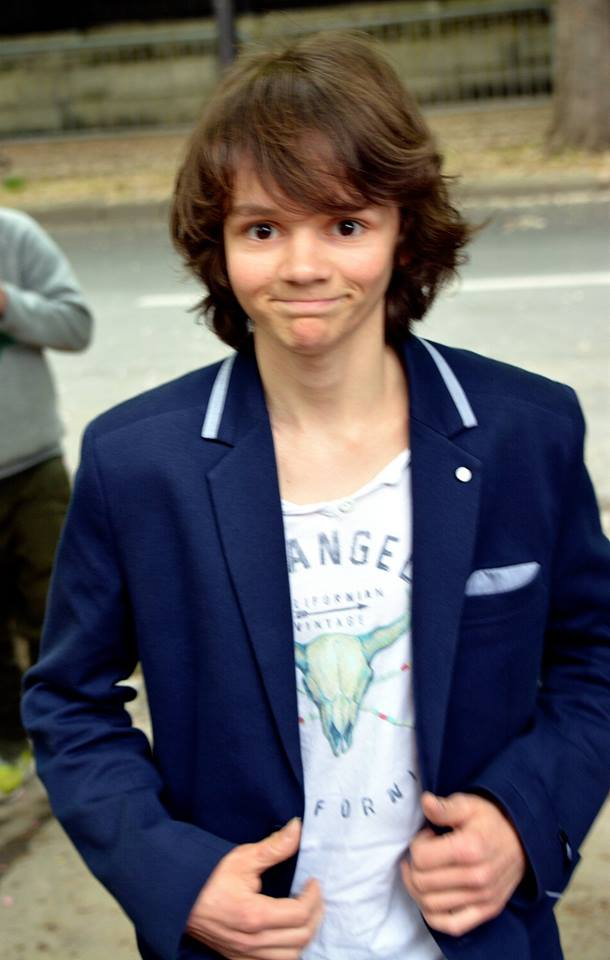
Max Baissette de Malglaive

- Max Baissette de Malglaive : Corto
- Adil Dehbi : Reda
- Juliette Halloy : Charlie (saison 1)
- Aminthe Audiard : Roxana
- Margaux Lenot : Maëlle Guérin
- Nolann Duriez : Hugo
- Hippolyte Zaremba : Jean-Philippe Prax
- Adrien Casse : Théo Dupré, le frère de Victoire
- Abraham Wapler (saison 1) puis Théo Augier Bonaventure (saison 2) : Jules Feuillate, le fils du proviseur
- Edwina Zaidermann : Perrine
- Aaliyah Rosemain : Sandra
- Manon Chevallier : Emmanuelle
- Esther Rollande : Alice (saison 2)
- Daouda Keita : Vlad  (saison 2)

### Les adultes

#### Personnel du lycée
- Stéphane De Groodt : Stéphane Feuillate, proviseur du lycée
- Valérie Karsenti : Françoise Lespic, proviseure adjointe
- Joséphine Draï : Fanny Bayle, la psychologue
- Bérangère McNeese : Mme Janin, la prof de musique
- Rayane Bensetti : Khaled (saison 1)
- Mark Harris : M. Pass, le professeur d'anglais
- Bruno Salomone : le docteur Ramzilag
- Yeelem Jappain : Mme Toccafondi, la prof de math (saison 2)

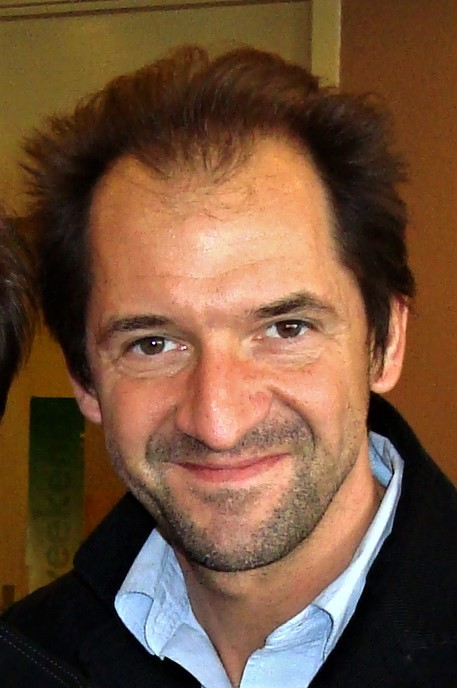
Stéphane De Groodt
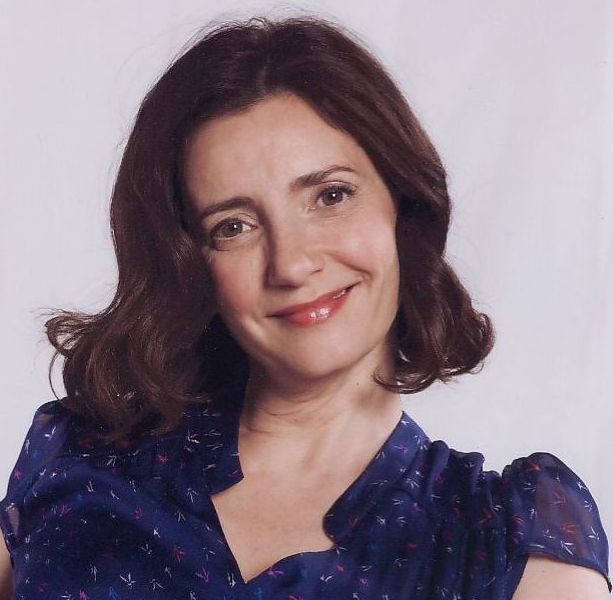
Valérie Karsenti
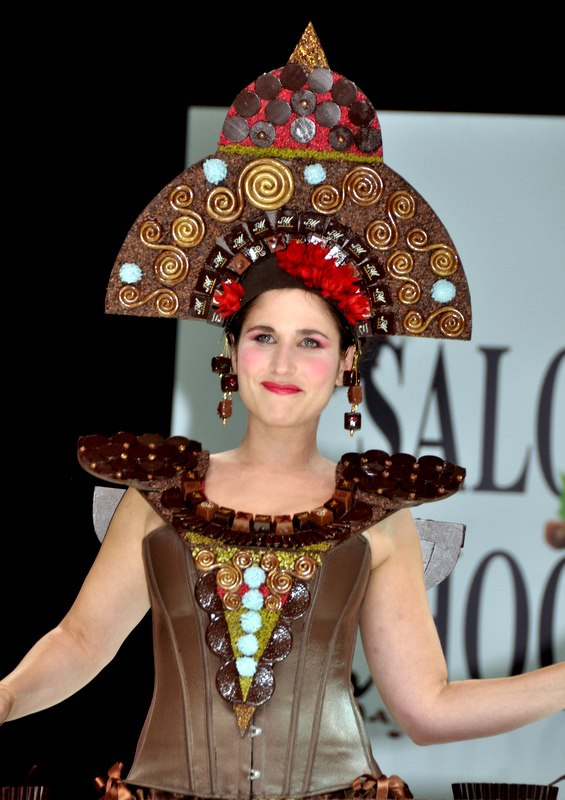
Joséphine Draï
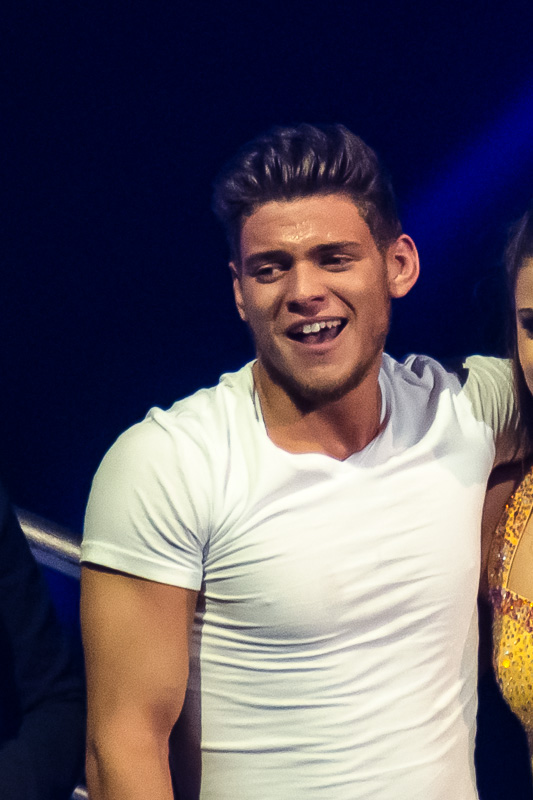
Rayane Bensetti
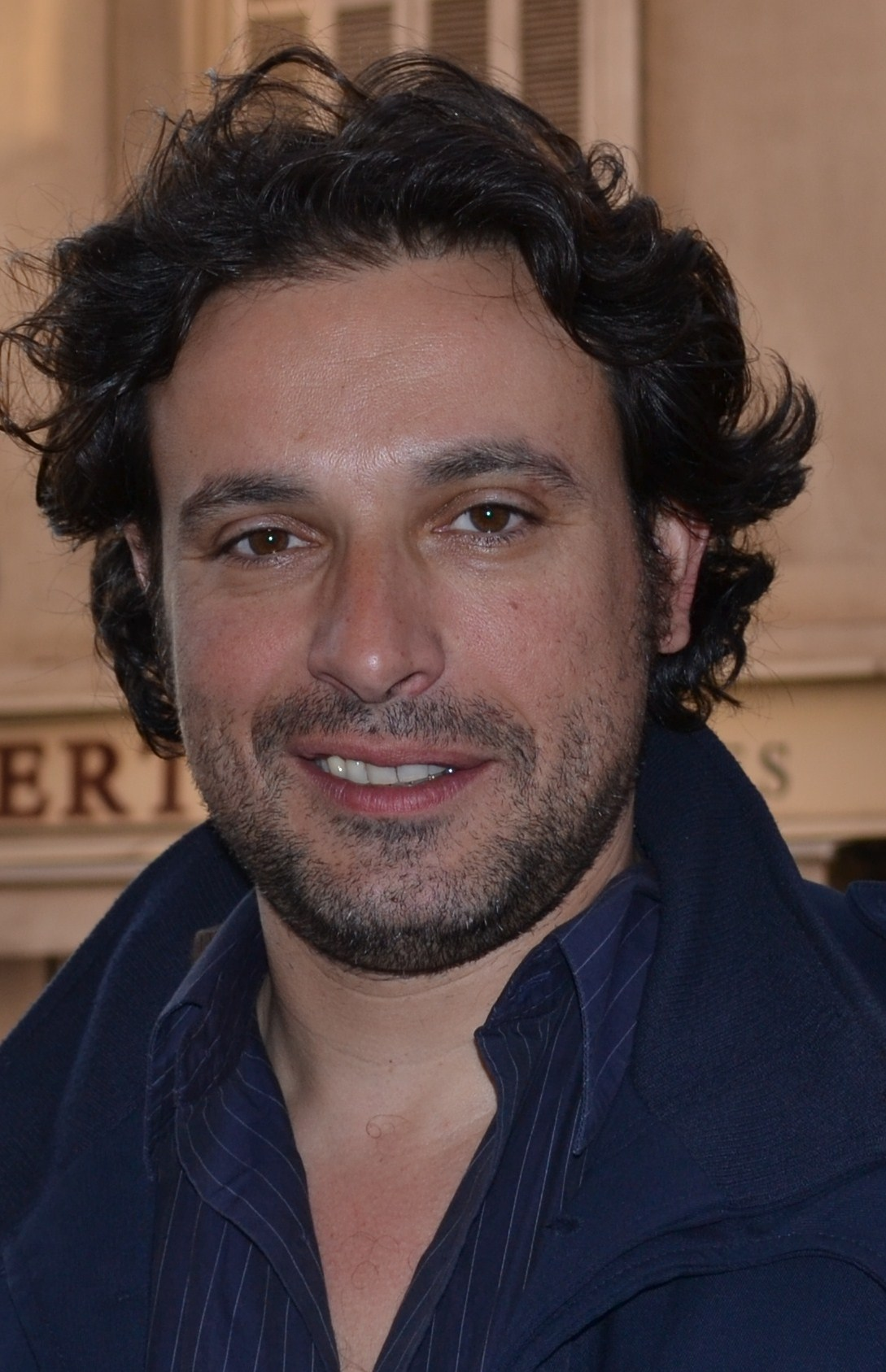
Bruno Salomone

#### Parents d'élèves
- Aure Atika : Élisabeth, la mère de Victoire et Théo
- Charlie Bruneau : Sylvie, la mère de Charlie (saison 1)
- Joséphine de Meaux : Sophie, la mère de Roxana
- Nicolas Martinez : Le père de Roxana
- Constance Dollé : Émilie, la mère d'Alice (saison 2)
- Marie Favasuli : Marion Guérin, la mère de Maëlle
- Frédéric Maranber : Yves Guérin, le père de Maëlle
- Élise Diamant : Sophie Prax, la mère de Jean-Philippe
- Olivier Chantreau : Pierre Prax, le père de Jean-Philippe
- Lou Bonetti : Véronique, la mère d'Hugo

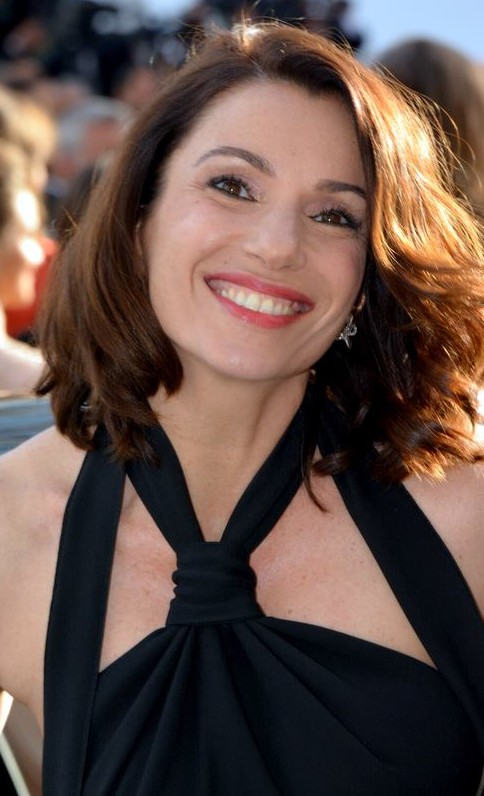
Aure Atika.
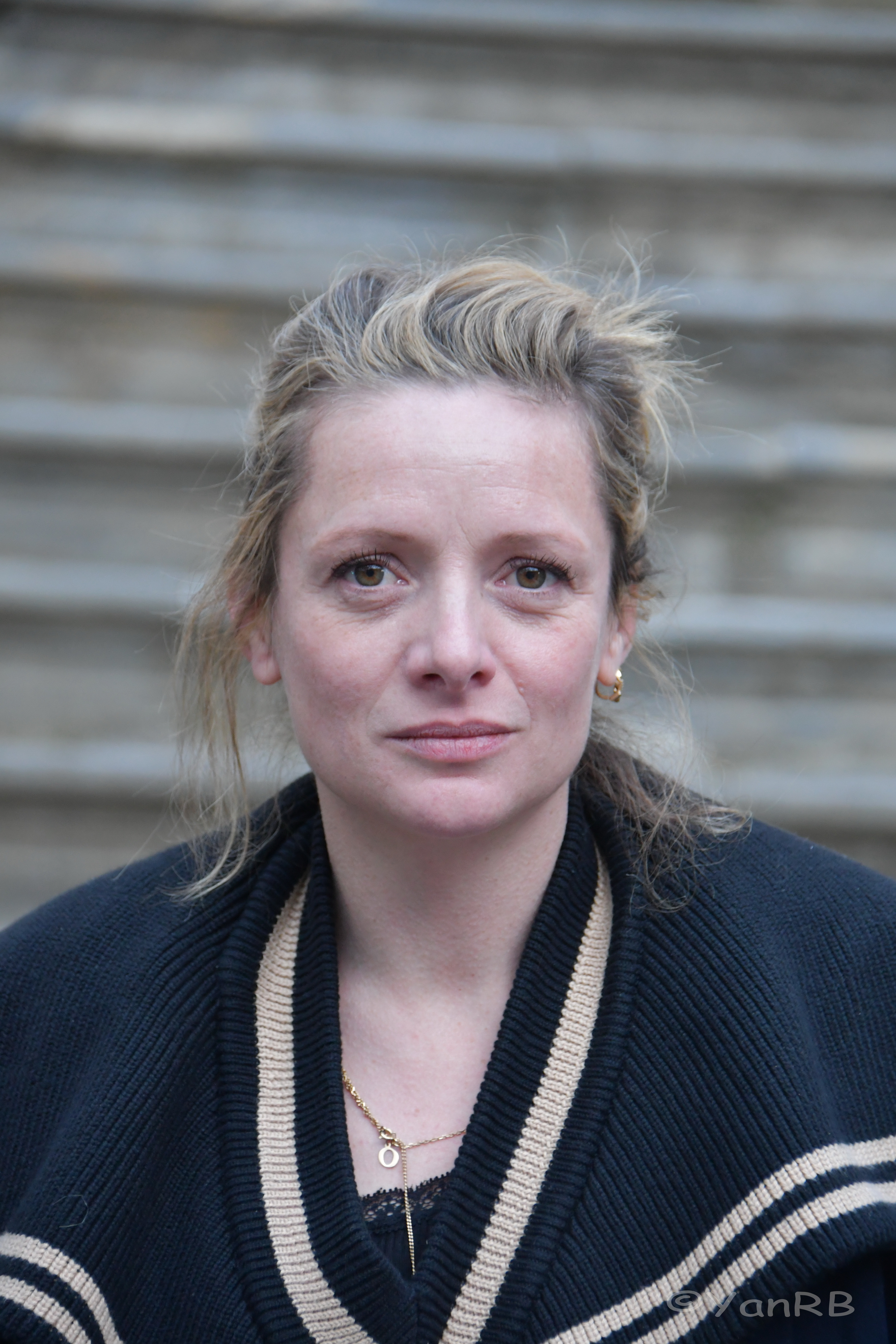
Charlie Bruneau.
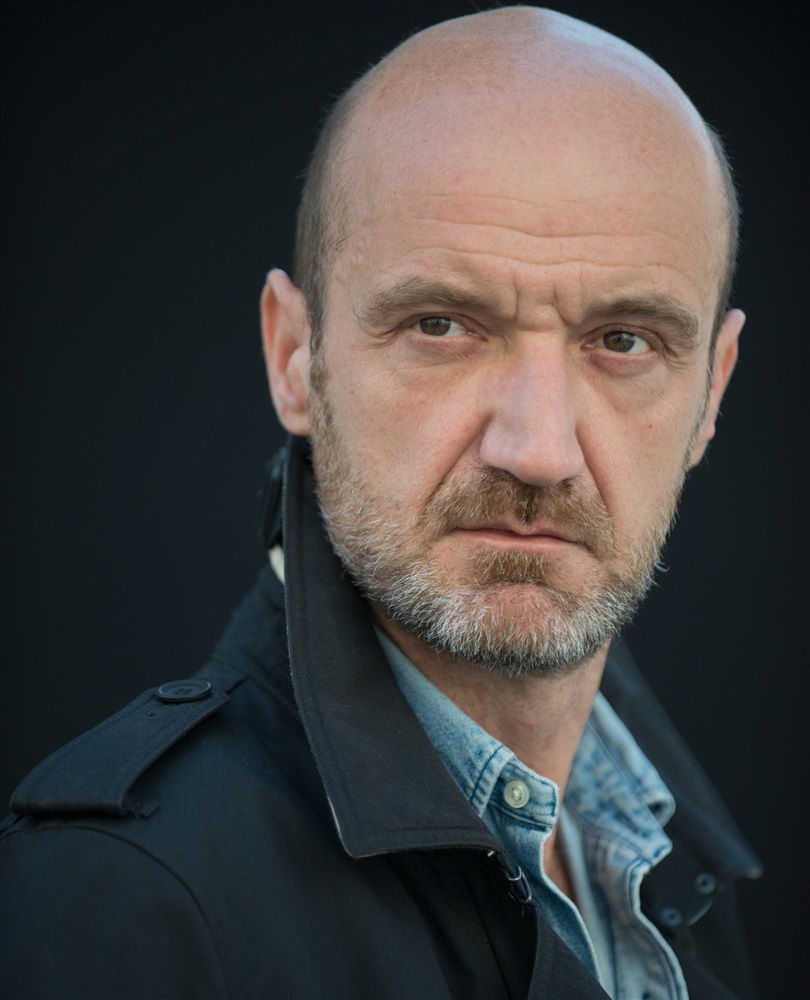
Frédéric Maranber.
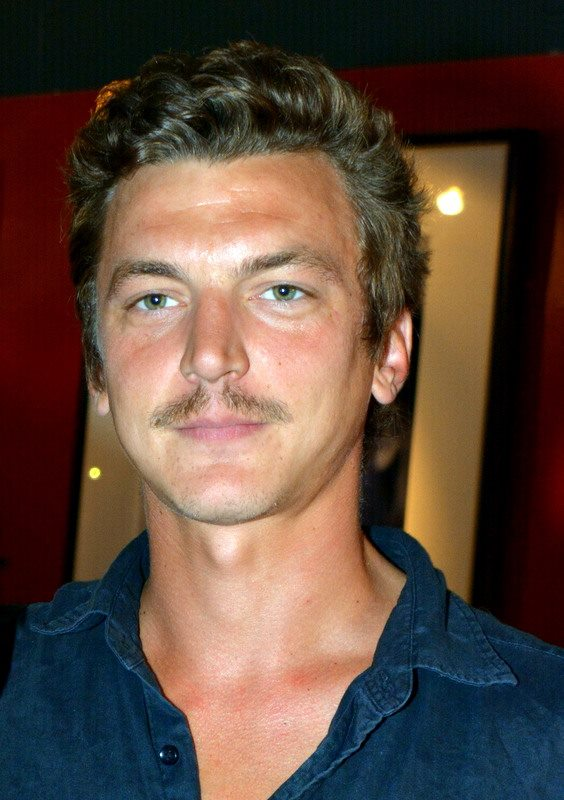
Olivier Chantreau.

#### Autres adultes
- David Friszman : M. Bersanetti
- Béatrice Facquer : Mme Xenos
- Gigi Ledron : Mme Masse
- Roland Marchiso : M. Perrichon
- Valérie Crouzet : Nicole Feuillate, la femme du proviseur
- Éric Caravaca : Gilles, le compagnon d'Élisabeth
- Soraya Garlenq : médecin addictologue de Jules Feuillate (saison 2)

## Production

### Genèse et développement
Cette fiction est une coproduction de Habanita Federation (filiale du groupe Federation Studios), TF1, Be-FILMS et la RTBF (télévision belge), réalisée avec la participation de la Radio télévision suisse (RTS),,,.
La série est basée sur une idée originale de Fanny Riedberger et Justine Planchon,.
Cette fiction, qui raconte l'histoire d'une adolescente contrainte d'intégrer un établissement pour élèves en situation de handicap, est « Un projet fou, culotté et nécessaire » selon la créatrice de la série Fanny Riedberger, citée par Le Parisien, qui « s'est inspirée de sa propre expérience ». À l'adolescence, Fanny Riedberger a en effet été contrainte de rejoindre le lycée Toulouse-Lautrec (à Vaucresson, en banlieue parisienne), un lycée au projet pédagogique original. Il s'agit d'un établissement qui accueille des élèves en situation de handicap ainsi que des personnes valides,,. 
Devenue adulte et scénariste, elle a voulu raconter cette expérience à travers une série télévisée inspirée de son expérience, : « L'histoire de Victoire est inspirée de ma propre histoire. Cette jeune fille totalement réfractaire à étudier là-bas et dépasser ses propres a priori, c'est moi. J'ai étudié trois ans au lycée Toulouse-Lautrec ».
Durant le Festival de la fiction TV de La Rochelle 2022, la scénariste confie : « Je m'estime extrêmement chanceuse d'avoir vécu cette expérience et j'avais très envie de la partager. J'avais cette envie, peut-être utopique, de faire changer le regard sur le handicap. Tout ce qu'on ne connait pas effraie »,.
À la fin du mois de janvier 2023, TF1 annonce une saison 2 vu le bon bilan d'audience de la série à J+7 : 4,2 millions de téléspectateurs en moyenne, et jusqu'à 4,9 millions de téléspectateurs pour le 1er épisode.

### Attribution des rôles
Alors que les rôles d'adultes sont incarnés dans la série par des comédiens aguerris, la production a misé sur de nouveaux talents pour interpréter le rôle des élèves. Fanny Riedberger a tenu à faire jouer les rôles de personnages handicapés par de jeunes acteurs eux-mêmes handicapés.
Ness Merad, choisie pour incarner Marie-Antoinette, une élève en fauteuil roulant, est une ancienne élève du lycée Toulouse-Lautrec, actuellement étudiante en BTS Communication et influenceuse sur Instagram et TikTok. Elle confie : « Je ne voulais même pas passer le casting, mais finalement mon égo a pris le dessus… et heureusement. Je ne retiens que du bon de cette expérience, même si c'était très dur, car mon personnage et les scènes qu'on a filmées sont très proches de ma réalité. Mais ça valait le coup ». « Cette série m'a permis de jouer un rôle, certes, mais aussi de vous montrer une partie de ma vie ». Mais comme le souligne Lenny Verhelle, du magazine Ciné-Télé-Revue : « Si elle prend beaucoup de place avec son tempérament de feu, Ness ne vole pas pour autant la vedette à ses camarades, dont Max Baissette de Malglaive, comédien au visage enfantin de 22 ans, rescapé d'une leucémie précoce ; ou l'attachante Juliette Halloy, actrice belge vue dans Jacqueline Sauvage et Baraki, qui prête ses traits à une patiente atteinte d'une tumeur au cerveau ».
Au Festival de la Fiction de La Rochelle, Chine Thybaud confie à Noémie Jadoulle, de la RTBF, avoir auditionné initialement non pas pour le rôle de Victoire mais pour celui de Roxana, un rôle secondaire finalement attribué à Aminthe Audiard : « Ils m'ont rappelé un mois plus tard pour que j'auditionne pour le rôle de Victoire. J'y suis allée sans trop me poser de questions. Je n'avais pas encore lu le scénario complet, on m'avait juste envoyé quelques scènes. Je ne savais pas que c'était le rôle principal de la série, donc j'y suis allée plutôt détente ». À la lecture des deux premiers épisodes, l'actrice a éprouvé quelques doutes : « J'ai réalisé que ce n'était pas une comédie, mais bien une dramédie, donc avec des émotions que je n'avais jamais jouées ». Chine Thybaud confie également à la RTBF n'avoir pas eu besoin d'un temps d'adaptation pour le tournage de la série : « Ma belle-mère a un grand frère en situation de handicap moteur, donc cette espèce de mini-malaise que tous les êtres humains ont quand ils rencontrent de la différence pour la première fois, je ne l'ai pas eu »,.
Stéphane De Groodt tient le rôle du proviseur du lycée : « Ça désacralise le handicap au profit de l'humanité, de ce qu'ils sont véritablement. Le handicap c'est la forme, mais à un moment donné, on ne le voit plus et on ne voit plus qu'eux »,.
Selon Noémie Jadoulle de la RTBF, on sentait « le casting très ému à l'issue de la projection de la série au Festival de La Rochelle. Cette expérience les a résolument marqués, et leur vision du handicap et de la vie a bel et bien été chamboulée ».

### Tournage
Pour se rapprocher au plus près de la réalité, Fanny Riedberger a décidé de tourner au sein même du Lycée Toulouse-Lautrec, le premier internat en France dédié à l'intégration des élèves en situation de handicap, situé à Vaucresson, dans le département français des Hauts-de-Seine, près de Paris,,,. Ce lycée est un EPLE (Établissement public local d'enseignement) qui a le statut d'EREA (Établissement régional d'enseignement adapté) : il propose à des élèves handicapés moteurs d'avoir une scolarisation adaptée sur plusieurs années.
L'actrice Chine Thybaud précise dans le dossier de presse de la série : « Pendant tout le tournage, le lycée était en fonctionnement. La quasi-totalité des figurants sont des élèves ou d'anciens élèves. Certains personnels soignants ont également participé à la série. (…) Cette immersion dans le réel se ressent dans la série. L'établissement Toulouse-Lautrec est unique en France et montré comme il est au quotidien »,.
Le tournage de la seconde saison de la série débute mi-juin 2023 à Paris et Vaucresson.

### Fiche technique
- Titre français : Lycée Toulouse-Lautrec
- Genre : teen drama[20]
- Production : Fanny Riedberger[7]
- Sociétés de production : Habanita Federation, TF1, Be-FILMS et la RTBF (télévision belge)[7],[21]
- Réalisation : 
  - Saison 1 : Fanny Riedberger et Nicolas Cuche (épisodes 1 et 2), Stéphanie Murat (épisode 3 à 6)[21]
  - Saison 2 : Cathy Verney (épisodes 1 et 2)[22], Cathy Verney et Shirley Monsarrat (épisodes 3 et 4)[23], Shirley Monsarrat (épisodes 5 et 6)[24]
- Scénario : Fanny Riedberger en collaboration avec Éliane Vigneron, Nicolas Mercier, Sabrina B. Karine[7],[9], Caroline Franc et Florian Spitzer
- Musique : LoW Entertainment (Alexandre Lier, Sylvain Ohrel et Nicolas Weil)[7]
- Décors : Stéphane Lévy[7]
- Costumes : Sandrine Bernard, Zab Ntakabanyura, Elizabeth Bornuat
- Photographie : Pierre Baboin[7], Malik Brahimi, Yoann Suberviolle
- Son : Eddy Laurent[7], Michel Casang, Régis Boussin
- Montage : Gopal Puntos (épisodes 1 et 2), Julia Gregory (épisode 3 à 6)[7]
- Maquillage : Maya Benamer
- Pays de production :  France /  Belgique
- Langue originale : français
- Format : couleur
- Nombre de saisons : 2
- Nombre d'épisodes[7],[8],[9] : 6
- Durée : 52 minutes[7],[8],[9]
- Dates de première diffusion :
  - Saison 1 :
    - Belgique : 29 décembre 2022 sur La Une[5],[9],[25]
    - France : 9 janvier 2023 sur TF1[9],[18],[4],[21]

  - Saison 2 :
    - Belgique : 11 janvier 2024 sur La Une[26]
    - France : 4 mars 2024 sur TF1

## Saison 1 (2023)

### Épisodes
1. La chute
2. L'atterrissage
3. Le doute
4. L'acceptation
5. La vie
6. L'ange

### Audiences et diffusion

#### En Belgique
En Belgique, la saison 1 est diffusée les jeudis vers 20 h 20 sur La Une par salve de deux épisodes du 29 décembre 2022 au 12 janvier 2023,.
| Épisode              | Diffusion              | Diffusion            | Audience moyenne          | Audience moyenne | Réf.   |
| Épisode              | Jour                   | Horaire              | Nombre de téléspectateurs | Classement       | Réf.   |
| -------------------- | ---------------------- | -------------------- | ------------------------- | ---------------- | ------ |
| 1                    | Jeudi 29 décembre 2022 | 20 h 20 - 21 h 05    | 175 885                   | 2e               | [ 25 ] |
| 2                    | Jeudi 29 décembre 2022 | 21 h 05 - 22 h 10    | 175 885                   | 2e               | [ 25 ] |
| 3                    | Jeudi 5 janvier 2023   | 20 h 35 - 21 h 26    | 174 027                   | 2e               | [ 27 ] |
| 4                    | Jeudi 5 janvier 2023   | 21 h 26 - 22 h 25    | 174 027                   | 2e               | [ 27 ] |
| 5                    | Jeudi 12 janvier 2023  | 20 h 20 - 21 h 05    | 135 347                   | 2e               | [ 28 ] |
| 6                    | Jeudi 12 janvier 2023  | 21 h 05 - 22 h 10    | 135 347                   | 2e               | [ 28 ] |
|                      |                        |                      |                           |                  |        |
| Moyenne de la saison | Moyenne de la saison   | Moyenne de la saison | 161 753                   | 2e               |        |

#### En France
En France, la saison 1 est diffusée les lundis vers 21 h 10 sur TF1 par salve de deux épisodes du 9 au 23 janvier 2023,,,,
| Épisode              | Diffusion             | Diffusion            | Audience moyenne          | Audience moyenne                       | Audience moyenne         | Audience moyenne | Réf.   |
| Épisode              | Jour                  | Horaire              | Nombre de téléspectateurs | Part de marché (sur les 4 ans et plus) | Part de marché (FRDA-50) | Classement       | Réf.   |
| -------------------- | --------------------- | -------------------- | ------------------------- | -------------------------------------- | ------------------------ | ---------------- | ------ |
| 1                    | Lundi 9 janvier 2023  | 21 h 10 - 22 h 05    | 3 900 000                 | 18,3 %                                 | 32,6 %                   | 1er              | [ 29 ] |
| 2                    | Lundi 9 janvier 2023  | 22 h 05 - 23 h 15    | 3 440 000                 | 20,2 %                                 | 32,6 %                   | 1er              | [ 29 ] |
| 3                    | Lundi 16 janvier 2023 | 21 h 10 - 22 h 05    | 3 320 000                 | 15,2 %                                 | 24,4 %                   | 1er              | [ 30 ] |
| 4                    | Lundi 16 janvier 2023 | 22 h 05 - 23 h 15    | 2 940 000                 | 17 %                                   | 24,4 %                   | 2e               | [ 30 ] |
| 5                    | Lundi 23 janvier 2023 | 21 h 10 - 22 h 05    | 3 610 000                 | 16,9 %                                 | 29,4 %                   | 2e               | [ 31 ] |
| 6                    | Lundi 23 janvier 2023 | 22 h 05 - 23 h 15    | 3 070 000                 | 17,9 %                                 | 29,4 %                   | 2e               | [ 31 ] |
|                      |                       |                      |                           |                                        |                          |                  |        |
| Moyenne de la saison | Moyenne de la saison  | Moyenne de la saison | 3 380 000                 | 17,6 %                                 | 28,8 %                   |                  | [ 32 ] |

## Saison 2 (2024)

### Épisodes
1. La peur
2. Le déni
3. Le dilemme
4. La résilience
5. L'espoir
6. La fin

### Audiences et diffusion

#### En Belgique
En Belgique, la saison 2 est diffusée les jeudis vers 20 h 30 du 11 au 25 janvier 2024.
| Épisode              | Diffusion             | Diffusion            | Audience moyenne          | Audience moyenne | Réf.   |
| Épisode              | Jour                  | Horaire              | Nombre de téléspectateurs | Classement       | Réf.   |
| -------------------- | --------------------- | -------------------- | ------------------------- | ---------------- | ------ |
| 1                    | Jeudi 11 janvier 2024 | 20 h 30 - 21 h 30    | 198 119                   | 2e               | [ 33 ] |
| 2                    | Jeudi 11 janvier 2024 | 21 h 30 - 22 h 30    | 198 119                   | 2e               | [ 33 ] |
| 3                    | Jeudi 18 janvier 2024 | 20 h 30 - 21 h 30    | 158 600                   | 3e               | [ 34 ] |
| 4                    | Jeudi 18 janvier 2024 | 21 h 30 - 22 h 30    | 158 600                   | 3e               | [ 34 ] |
| 5                    | Jeudi 25 janvier 2024 | 20 h 30 - 21 h 30    | 151 411                   | 3e               | [ 35 ] |
| 6                    | Jeudi 25 janvier 2024 | 21 h 30 - 22 h 30    | 151 411                   | 3e               | [ 35 ] |
|                      |                       |                      |                           |                  |        |
| Moyenne de la saison | Moyenne de la saison  | Moyenne de la saison | 169 376                   |                  |        |

- Les plus hauts chiffres d'audience
- Les plus bas chiffres d'audience

#### En France
En France, la saison 2 est diffusée les lundis vers 21 h 10 du 4 au 18 mars 2024.
| Épisode              | Diffusion            | Diffusion            | Audience moyenne          | Audience moyenne                       | Audience moyenne         | Audience moyenne | Réf.   |
| Épisode              | Jour                 | Horaire              | Nombre de téléspectateurs | Part de marché (sur les 4 ans et plus) | Part de marché (FRDA-50) | Classement       | Réf.   |
| -------------------- | -------------------- | -------------------- | ------------------------- | -------------------------------------- | ------------------------ | ---------------- | ------ |
| 1                    | Lundi 4 mars 2024    | 21 h 10 - 22 h 10    | 2 880 000                 | 14,9 %                                 | 20,7 %                   | 2e               | [ 37 ] |
| 2                    | Lundi 4 mars 2024    | 22 h 10 - 23 h 10    | 2 290 000                 | 15,1 %                                 | 20,7 %                   | 2e               | [ 37 ] |
| 3                    | Lundi 11 mars 2024   | 21 h 10 - 22 h 10    | 2 770 000                 | 14 %                                   | 22,2 %                   | 2e               | [ 38 ] |
| 4                    | Lundi 11 mars 2024   | 22 h 10 - 23 h 10    | 2 330 000                 | 15,4 %                                 | 22,2 %                   | 2e               | [ 38 ] |
| 5                    | Lundi 18 mars 2024   | 21 h 10 - 22 h 10    | 2 530 000                 | 13,3 %                                 | 18,2 %                   | 1er              | [ 39 ] |
| 6                    | Lundi 18 mars 2024   | 22 h 10 - 23 h 10    | 2 120 000                 | 15,3 %                                 | 18,2 %                   | 1er              | [ 39 ] |
|                      |                      |                      |                           |                                        |                          |                  |        |
| Moyenne de la saison | Moyenne de la saison | Moyenne de la saison | 2 490 000                 | 14,7 %                                 | 20,4 %                   |                  | [ 40 ] |

- Les plus hauts chiffres d'audience
- Les plus bas chiffres d'audience

## Accueil critique
Pour le quotidien La Libre, Lycée Toulouse-Lautrec est une série formidable et une fiction emplie d'humour et de force de vie. Karin Tshidimba souligne qu'il y a « un petit parfum de Bracelets rouges dans la description du quotidien de ces élèves. De même que la série hospitalière n'était pas uniquement focalisée sur les soins, il n'est pas seulement question de handicap et d'inclusivité dans cette fiction qui aborde aussi des thèmes propres à l'adolescence : le regard sur soi, les doutes, la peur du rejet, la solitude, l'amitié, la force du groupe, la quête d'autonomie et les premières amours… Cette richesse émotionnelle fait l'exceptionnelle valeur de cette fiction ».
David Hainaut, du magazine Moustique, est tout aussi élogieux : « Abordé ici sous le prisme de l'adolescence, le thème du handicap est traité avec décence et humour, pertinence et tendresse. Avec un récit qui captive en se servant de son authenticité, puisqu'il est issu de la plume de Fanny Riedberger – également productrice – qui s'est inspirée de sa propre histoire. Faisant tomber quelques préjugés et attestant du fond extraordinaire pouvant y avoir chez des personnes dites différentes, la série livre un regard original qui, comme d'autres projets récents (Astrid et Raphaëlle, Atypical, The Good Doctor, Vestiaires…) devrait continuer à faire évoluer la perception du grand public sur le handicap. ».
Pour Lenny Verhelle, du magazine Ciné-Télé-Revue, la série est une « belle réussite, déclinée en six épisodes auréolés du prix de la meilleure série au Festival de la fiction de La Rochelle, en septembre. Amplement mérité ! ».
Pour Alexandre Letren, du site VL-Media, « Lycée Toulouse Lautrec ne se contente pas de refaire un teen drama, elle propose un véritable concept : un lycée où une personne en situation de handicap ou malade est épaulée par une personne « valide » dans son quotidien d'étudiant. On assiste pour le coup à un vrai brassage de personnages différents ». Letren souligne le casting qu'il estime vraiment réussi : « Dès les premières minutes du premier épisode, une révélation se dégage sensiblement : Ness Merad (Marie-Antoinette), la "reine" de cette série. Elle est drôle, pétillante, et en même temps bouleversante, c'est un vrai rayon de soleil. Comme dans tous les binômes de séries, sa réussite tient aussi à l'association explosive avec Chine Thybaud (Endless Night), seconde grande révélation de la série dans son rôle de « peste au grand cœur » que tous (y compris nous, le public) vont apprendre à aimer. Mais la force de la série est aussi de parvenir à faire exister le reste du casting ado, à l'intérieur d'une saison très courte ».
Le blog Nouveautés télé estime que « les personnages ne sont pas très attachants… au bout de 2 épisodes nous avons lâché l'affaire. Rien à voir avec Les Bracelets rouges qui étaient extrêmement attachants dès le départ ».
Le magazine Télé 7 jours estime que le handicap est abordé avec « humour, tendresse et émotion. Mention spéciale aux jeunes interprètes qui sont les vraies vedettes de la fiction. Un gros coup de coeur ».
Le magazine TV Grandes Chaînes donne 3 étoiles à la série qui traite avec justesse et humour les thématiques de la différence et de l'adolescence.
De son côté, l'hebdomadaire Télécâble Sat Hebdo attribue 3 étoiles à la série qui livre « une histoire touchante et singulière » : le traitement du handicap est jugé « juste, simple et authentique ».
Pour Laurent Valière de France Info, « La première force de Lycée Toulouse-Lautrec, c'est de nous mettre dans la peau de la nouvelle venue qui découvre ce lieu avec les a priori qui affluent dès le début. L'autre force de cette belle et surtout très drôle série, c'est qu'elle plonge, comme le faisaient les Bracelets rouges, dans le monde d'ados certes en situation de handicap, mais qui ont des préoccupations d'ados : l'amitié, la recherche de l'âme-sœur, la peur du rejet, l'entraide, la solidarité ».
Jérémie Dunand, du site Allociné, est très élogieux : « Singulière, authentique et finement écrite, Lycée Toulouse-Lautrec parvient à ne jamais tomber dans le pathos et à faire de son décor - ce lycée pas comme les autres - une arène extrêmement riche, où se mélangent des sujets graves comme le harcèlement scolaire ou le suicide chez les jeunes, et des moments de vie plus légers, souvent très drôles. Et si cette série est si réussie et si touchante, c'est grâce à sa galerie de personnages plus vrais que nature, incarnés pour certains par de vrais élèves du lycée de Vaucresson, qui font des étincelles et sont l'atout cœur de cette série. À l'image de Ness Merad, comédienne tétraplégique non professionnelle qui trouve ici son premier rôle et crève l'écran dans le rôle de Marie-Antoinette, qui brille par son franc-parler, son naturel, et ses répliques qui tuent ». Et Dunand de conclure que la série est l'une des très belles surprises du début de l'année 2023.

## Distinction
Le 17 septembre 2022, le jury du Festival de la fiction TV de La Rochelle 2022, présidé par la comédienne Sandrine Bonnaire, décerne le prix de la meilleure série 52 minutes à la saison 1 de la série Lycée Toulouse-Lautrec,,,,.